# Rua do Comércio, 17
O Edifício na Rua do Comércio nº 17, em Santa Leopoldina, foi construído no final do século XIX e hoje abriga o Museu do Colono e a Galeria Alice Holzmeister. É um bem cultural tombado pelo Conselho Estadual de Cultura do Espírito Santo, inscrição no Livro do Tombo Histórico sob o nº 32 a 68, folhas 4v a 7v.

## Importância
Segundo a Secretaria Estadual da Cultura (SeCult-ES), foi construído pela família Holzmeinster, tendo armazém e comércio no térreo e residência no pavimento superior, como a grande maioria das edificações do núcleo histórico da cidade. O sobrado colonial tem quatro portas na fachada principal, nos pavimentos térreo e superior. A residência foi ocupada até 1969 por Alice e Luiz, filhos do ex-prefeito municipal Luiz Holzmeister Júnior, que inclusive mandou construir o atual edifício da Prefeitura Municipal.
No livro "Arquitetura: Patrimônio Cultural do Espírito Santo", publicado pela Secretaria de Cultura do Espírito Santo em 2009, é descrito da seguinte maneira: "Arquitetonicamente é uma construção tipicamente colonial, da qual se destaca a fachada frontal com seus vãos de porta homogeneamente dispostos em linear sequência nos dois pavimentos. Fechados por folhas de madeira sobrepostas por bandeira em gradil de ferro no térreo, no segundo pavimento as portas são modernizadas por uma dupla esquadria de madeira e caixilho de vidro. Essa última, com seu desenho de rígida geometria e suas coloridas superfícies envidraçadas, é elemento de composição arquitetônica singular no conjunto dos imóveis de Santa Leopoldina, conferindo-lhe valor diferenciado. A qualidade estética do edifício está ainda presente em delicado ornato em forma de fita sobreposto aos vãos em posição inferior à cimalha de arremate da fachada. A cobertura em zinco segue a configuração tradicional com a disposição de dois planos estruturados a partir de cumeeira paralela à via pública. Implantado em terreno posicionado a meia encosta, o edifício conta com quintal desenvolvido em dois patamares. O segundo, acessado por escada de posição centralizada, é um terraço ajardinado".

## Tombamento
O edifício foi objeto de um tombamento de patrimônio cultural pelo Conselho Estadual de Cultura, de número 05, em 30 de julho de 1983, Inscr. nº 32 a 68, folhas 4v a 7v. O processo de tombamento inclui quase quarenta imóveis históricos de Santa Leopoldina. No ato de tombamento, é listado como proprietário Arnaldo Nickel.
O tombamento desse edifício e outros bens culturais de Santa Leopoldina foi principalmente decorrente da resolução número 01 de 1983, em que foram aprovadas normas sobre o tombamento de bens de domínio privado, pertencentes a pessoas naturais ou jurídicas, inclusive ordens ou instituições religiosas, e de domínio público, pertencentes ao Estado e Municípios, no Espírito Santo. Nessa norma foi estabelecido que, entre outros pontos:
- "O tombamento de bens se inicia por deliberação do CEC “ex-offício”, ou por provocação do proprietário ou de qualquer pessoa, natural ou jurídica, e será precedido, obrigatoriamente, de processo", ponto 3;
- "Em se tratando de bem(s) pertencente(s) a particular(es), cujo tombamento tenha caráter compulsório, e aprovado o tombamento, o Presidente do CEC expedirá a notificação de que trata o artigo 5°. I do Decreto n° 636-N, de 28.02.75, ao interessado que terá o prazo de 15(quinze) dias, a contar do seu recebimento, para anuir ou impugnar o tombamento", ponto 12.[4]

As resoluções tiveram como motivador a preservação histórico-cultural de Santa Leopoldina contra a especulação imobiliária, que levou à destruição de bens culturais à época.

## Localização
O edifício está atualmente localizado na mesma rua no número 1399.